# 垂直磁気記録方式

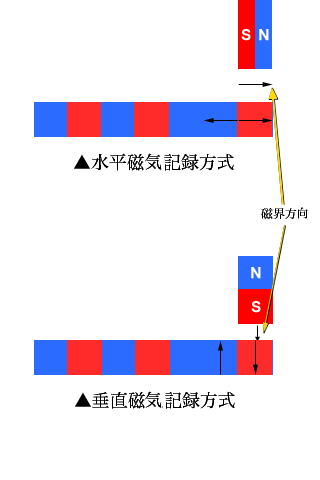
水平磁気記録方式（上）と
垂直磁気記録方式（下）

垂直磁気記録方式（すいちょくじききろくほうしき、英: perpendicular magnetic recording ）は、ハードディスク等の磁気記録において、磁化膜（磁性体）を垂直方向に磁化する記録方式。1977年、東北大学教授（現 東北大学名誉教授、東北工業大学学長・理事長）の岩崎俊一により、従来の水平磁気記録方式に対する優位性が提唱された。

## 概要
ハードディスクにおいては長らく水平磁気記録方式が使用され続けていたが、熱揺らぎ問題により、高密度化することが困難となっていた。
垂直磁気記録方式では、水平磁気記録方式のような隣接した磁区同士の反発がなく、なおかつ磁性体内部に生じる減磁力（反磁界）も高密度化するほど弱くなるため、この問題を乗り越えて高密度化しやすい。
垂直磁化記録方式も知られてはいたものの、技術的に実用化が難しいとされていた。六角板状バリウムフェライトなどの磁性体を使った垂直磁気記録テープは1970年代後半に実用化された。また1980年代にはMOで採用、2004年以降は磁気ディスク、特にハードディスクドライブにも採用されている。
東芝が2005年、垂直磁気記録方式を採用したハードディスク装置を世界で初めて商品化し、大容量化がますます加速した。
後述する単磁極ヘッドにより、磁化膜を上向きもしくは下向きに磁化する事で、2つの状態を作り出す。それぞれの状態をバイナリデータに対応させる事で、デジタル情報を記録する。

## 特徴

単磁極ヘッドによる記録（下図）。

垂直磁気記録方式では、磁化膜の深さ（垂直）方向に磁場を発生させる単磁極（Single Pole Type : SPT）ヘッドが用いられる。単磁極ヘッドは、水平磁気記録方式のリングヘッドと同様に、軟質磁性体で出来たコアの周りに銅線を巻き付け、そこに流す電流の方向を制御することで磁化膜の磁化の向き制御する（=データを記録する）。主な相違点は、媒体直上部分の構造で、リングヘッドがギャップ（コアにある僅かな隙間）部分から漏れ出す磁束で記録するのに対して、単磁極ヘッドでは、コアにより媒体直上まで導かれた磁束が、磁化膜を通り抜けて、反対側の磁極に流れ込むように設計される事である。
ただ単にギャップのない単磁極ヘッドを用意しただけでは、磁化膜を垂直方向に磁化するのは困難である。これはヘッドの磁束が磁化膜を通り抜けないためである。そこで、垂直磁気記録方式では、この磁束の通り道を作るために、磁化膜の下に軟質磁性体で出来た「裏打ち層」を用意する。これにより、あたかも2つの磁気ヘッドで磁化膜を挟み込み、そのギャップ内で記録していると表現しても良い程、安定した磁束の回路を作ることが出来る。
その一方で、この裏打ち層の磁区に起因するスパイクノイズが再生信号に重畳する事が問題となった。これは裏打ち層の2層構造により解消された。このように、水平磁気記録方式に対して、そのヘッド及びメディアの構造は複雑になる。
媒体の磁化膜には垂直方向に磁化しやすい特性を予め持たせておく（磁気異方性が垂直になるよう磁性体を配置する）。